# Distretto di Oqdarya
Il distretto di Oqdarya (usbeco Oqdaryo) è uno dei 14 distretti della Regione di Samarcanda, in Uzbekistan. Il capoluogo è Lais.